# Музей Вестерботена

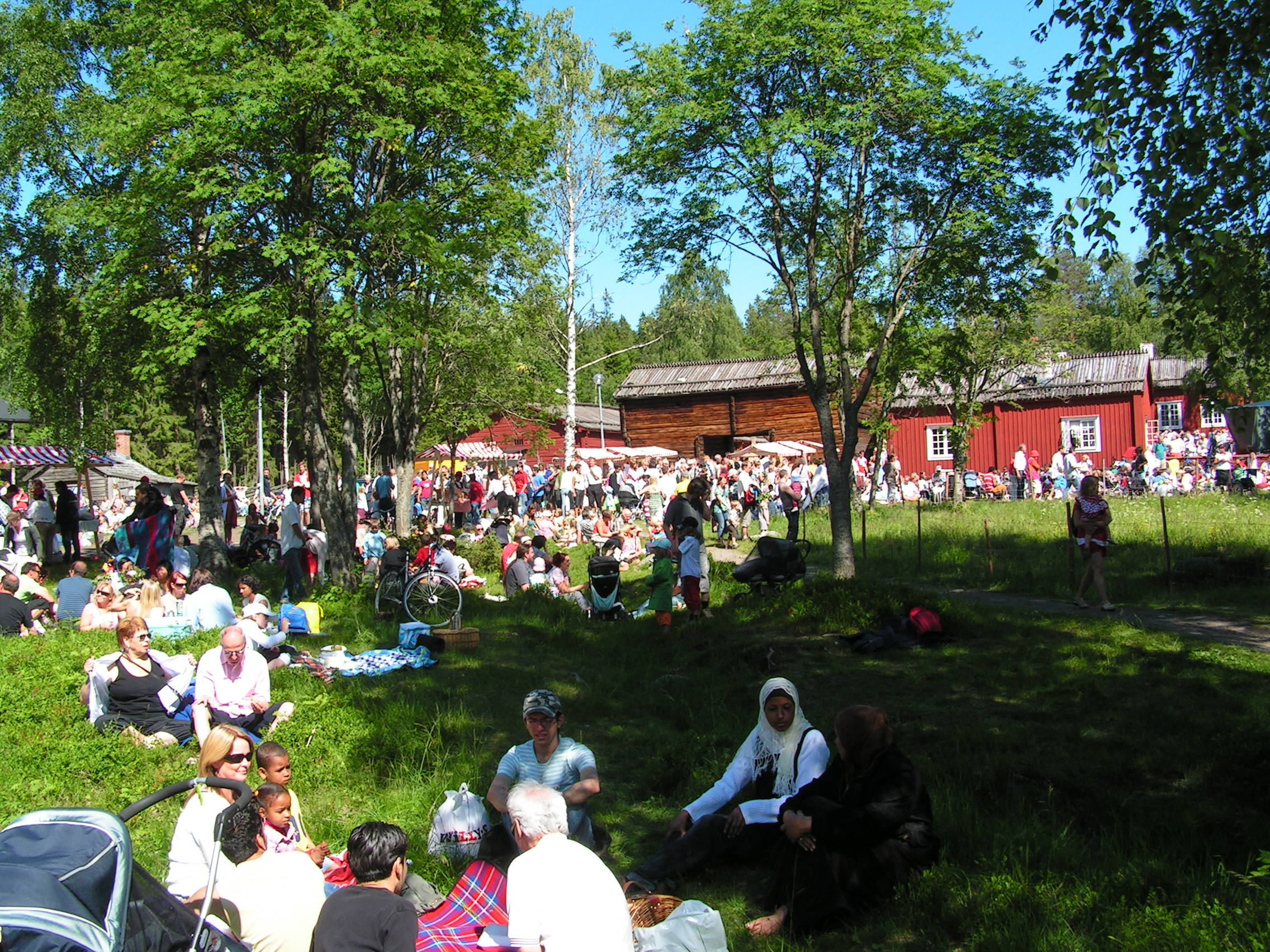
Свято середини зими у музеї.

Музей Вестерботена  (м. Умео, Швеція)  — музей, присвячений культурній історії Вестерботена. У музеї також є частина просто неба, лижна виставка (раніше Музей лиж Швеції), виставка риболовлі (раніше Риболовля і Морський музей), та популярний архів і ряд таборів саамів. Музей працює по всьому Вестерботені в основному в археологічній галузі. Музей видає щоквартальний журнал Вестерботен для Вестерботенського районного об'єднання.

## Музей просто неба з саамських таборів
Гамля — це музей просто неба, невід'ємна частина музею Вестерботена. Тут знаходиться колекція історичних будівель. Він дає змогу дізнатися як Вестерботен виглядав в історичні часи. Представлені в музеї будинки були привезені сюди з різних частин країни, у тому числі церкви, садиби, млин, будинок XVIII століття, школа, кузня і ряд таборів саамів. Улітку в музеї просто неба експонують шведські аборигенні породи коней, корів, овець, свиней і курей. Представлені також різні ремесла і промисли, зокрема спінення вершкового масла, випічка з борошна. Господарства відкриті для перегляду з середини червня до кінця серпня, а також під час щорічного різдвяного базару. Область на відкритому повітрі завжди відкрита для відвідувачів.

## Історія
Вестерботенське антикварне товариство ухвалило рішення на засіданні в січні 1886 року, що «складське приміщення для старожитностей музею встановлюються в Умео». Спочатку воно було розміщено у власності Ульбергска в тому, що на сьогодні є блок Тор на Сторгатані. Колекція південного відділу об'єктів були повністю знищена пожежею в Умео 25 червня 1888 року, коли більша частина міста була зруйнована.
У 1901 році товариство переїхало до гімназії, яка тоді будувалася. У зв'язку із збільшенням розміру колекції музей переїхав у великий склад у порту міста в 1911 році. З самого початку місцеве історичне товариство, яке було сформовано в 1919 році, працювало над створенням музейного будинку в районі Гамля. Будівництво було завершено в 1939 році.
Між 1921 і 1990 роками різні старі будівлі від Вестерботеном були переміщені до цього району. За початковим планом планувалося збудувати по одній фермі з північної частини графства і з південної, але через високу вартість натомість було вирішено зібрати деякі будівлі з півночі і деякі з півдня Вестерботена в одній фермі.
У 1928 році був відкритий трамплін в рекреаційній зоні Fiskartorpet в Нора Юргорден в Стокгольмі. У 1963 колекції були, однак, переміщені в Музей лиж Швеції під Умео.
Головна будівля музею Вестерботена за проектом архітектора Бенгт Ромари була побудований в 1943 році.
Після цього музей був розширений у кілька разів і одна з найбільших реконструкцій в 1981 році зробило можливим Bildmuseet — музею сучасного мистецтва у Університеті Умео — до об'єднання. У 2012 році Bildmuseet переїхав в нову будівлю на кампусі мистецтва і музей Вестерботена мав, таким чином, можливість розширитися за рахунок його попередніх приміщень.
Логотип музею складається з репродукції бронзового посилання з похорону саамів в Варгвікені, поруч з річкою Віндель.